# Партия социального действия
Партия социального действия (Китсангком) — политическая партия в Таиланде. Основана в 1974 году Кыкрит Прамотом.

## История

Кыкрит Прамот — основатель партии социального действия

В Таиланде большинство политических партий носят региональный характер и не располагают народной поддержкой. Разрешение на создание политической организации выдаёт министерство внутренних дел страны.
В 1998 года ведущими партиями в парламенте страны являются: Демократическая партия (Прачатипат), основанная в 1946 году и Партия новой надежды (Вангмай), основанная в 1990 году. В Таиланде также функционируют крупные партии: Национальная партия (Чаттай), Партия моральной силы (Палангтам), Партия социального действия (Китсангком), Партия таиландского народа (Прачаконтаи), оппозиционная партия «Для Таиланда» («Пхыа Тхаи»).
Партия социального действия была сформирована наиболее либеральными членами Демократической партии Таиланда в 1974 году. Возглавил партию Кыкрит Прамот. В декабре 1985 года Кыкрит Прамот был отправлен в отставку. Лидером партии с этого же месяца стал бывший министр иностранных дел и заместитель лидера партии Ситти Саветсила.
Внутренний конфликт в ходе парламентских выборов 1986 года привёл к значительным потерям для партии. Спор возник на почве того, что в партии распространился слух будто бы руководитель буддистской ассоциации Kamlang-Ек тайно поддерживал партию. В мае 1986 года при финансовой поддержке крупных предприятий, фракция Партии под руководством Boontheng Thongsawasdi откололось от Партия социального действия с целью формирования Единой демократической партии. Однако попытка формирования новой партии оказалась неудачной.
В последующем партию дискредитировали коррупционные скандалы. Осенью 1990 года, когда премьер-министр Чатчаем Чунхаваном грозился лишить партию союза с правящей коалицией, её члены попросили основателя партии Кыкрита, временно её возглавить, вместо Сиддхи Саветсила. Причиной этому было что Чатчай Чунхаван был хорошо знаком с Кукритом. Чатчай ранее служил Кыкриту в качестве министра иностранных дел. Чатчай Чунхаван в конце-концов решил не лишать партию союза с коалицией
В декабре 1990 года Партия социального действия вместе с Демократической партией, полностью отошла от правительственной коалиции Шатичаи. Однако позднее, в апреле 1992 года, она присоединилась к правительству Сучинды Крапраюна.
После разделения на две фракции, в результате борьбы за власть, в 1999 году Партия социального действия вновь вышла из правительства во главе с премьер-министром Чуаном Ликпаем. В результате этого 17 членов парламента в знак протеста вышли из правящей коалиции.

### 2001-настоящее время
К 2001 году Партия социального действия в значительной степени утратила политическую поддержку, которой она пользовалась с 1970-х годов. В 2001 году, в результате выборов, Партия социального действия получила только одно место в парламенте. В 2003 году партия была распущена. Возрождение партии социального действия началось в 2008 году, после возвращения в её ряды г-на Сувита. В своё время Сувит был членом Кабинета Министров Таиланда, работавшего под председательством премьер-министра Абхисита Ветчачива с коалиционным правительством. На последних всеобщих выборах в Таиланде в 2011 году Партия социального действия получила 0,3 % голосов по партийным спискам.

## Идеология
Партия социального действия выступает за свободное предпринимательство в стране.

## Председатели
- Кыкрит Прамот (1974—1985)
- Ситти Саветсила (1985—1990)
- Кыкрит Прамот (вновь избран в 1990 году)
- Монтри Понпанич (1990—1998)[5]
- Бунхан Каеваттана (1998—1999)
- Сувит Хункитти (1999—2000)